# Cassipourea salvago-raggei
Cassipourea salvago-raggei là một loài thực vật có hoa trong họ Rhizophoraceae. Loài này được Alston mô tả khoa học đầu tiên năm 1922.